# Real Audiencia af Charcas
Den Kongelige domstol i Charcas (spansk: Audiencia y Cancillería Real de La Plata de los Charcas) var en  spansk audiencia der havde hjemsted i Øvre Peru (det nuværende Bolivia). Den Kongelige domstol blev grundlagt i 1559 i Ciudad de la Plata de Nuevo Toledo (senere Charcas, i dag Sucre) og havde jurisdiktion over Øvre Peru, Paraguay og Guvernementet Río de la Plata (i dag Uruguay og det nordlige Argentina). Domstolens væsentligste opgave var at administrere de enorme mændger af sølv, der blev udvundet i minerne i Potosí. Domstolen var underlagt Vicekongedømmet i Peru indtil 1776, hvor det blev overført til det nydannede Vicekongedømmet i Río de la Plata.
Filip 2. af Spanien etablerede en audiencia for området ved kongeligt dekret af den 4. september 1559. Dekretet fastlagde sammensætningen af audiencaen og dennes udstrækning. 